# Xã Rye, Quận Grand Forks, Bắc Dakota
Xã Rye (tiếng Anh: Rye Township) là một xã thuộc quận Grand Forks, tiểu bang Bắc Dakota, Hoa Kỳ. Năm 2010, dân số của xã này là 297 người.